# Галера капитана Шмидта
Галера капитана Шмидта — галера Азовского флота России, одна из галер типа «Принципиум» и одна из первых галер, построенных в России. Участник второго Азовского похода Петра I.
Во время второго Азовского похода галерой командовал капитан И. Шмидт.

## Описание галеры
Одна из 22 деревянных галер типа «Принципиум», построенных для Азовского похода. Прототипом для строительства послужила галера адмирала Лефорта построенная по заказу Петра I в Голландской республике. Все галеры строились на Преображенской верфи и в разобранном виде перевозились в Воронеж, где собирались и спускались на воду. Строителями галер были как русские мастера О. Щека и Я. Иванов, так и голландские кораблестроители на русской службе И. Вилимсен, П. Клар и Я. Янсен.
Сведений о размерах галер не сохранилось, однако, в связи с упоминанием в документах различного числа банок и различного вооружения, галеры этого типа могли иметь разные размеры. Все галеры несли по две мачты с латинским парусным вооружением. Гребцами на галерах несли службу солдаты Семёновского и Преображенского полков. За исключением головной галеры типа «Принципиум», все остальные суда не имели имён собственных и числились в документах по фамилиям своих командиров. Все суда были построены из сырого леса и уже к 1699 году пришли в полную негодность.
Галера капитана Шмидта помимо парусного вооружения была оборудована 19 парами вёсел, её артиллерийское вооружение состояло из шести пушек.

## Предпосылки создания
Первый Азовский поход 1695 года показал, что осада приморской крепости без блокады её со стороны моря оказалась безрезультатной. Турецкий флот непрерывно поставлял в крепость припасы и подкрепления, тем самым сводя на нет все промежуточные успехи русской армии во время осады. 30 ноября (10 декабря) 1695 года Пётр I писал из Москвы губернатору Архангельска Ф. М. Апраксину:

По возвращении от не взятия Азова с консилии гг. генералов указано мне к будущей войне делать галеи, для чего удобно мне быть шхип-тимерманам всем от вас сюды, понеже они сие зимнее время туне будут препровождать, а здесь в то время могут тем временем великую пользу к войне учинить, а кормы и за труды заплата будет довольная и ко времени отшествия кораблей возвращены будут без задержания, и тем их обнадежь и подводы дай и на дорогу корм, также и иноземцы, которые отсель об оных, кроме темерманов будут писать, тоже подводы и корм, а именно: юнг и штирману и сколь скоро возможно пришли сюда.
В то же время в Россию из Голландии была доставлена галера, предназначавшаяся первоначально для плаваний по Волге и Каспийскому морю. После того, как галера водным путём была доставлена в Вологду, её на двадцати дровнях перевезли в Москву. Гордон в своём журнале сообщает, что 3 (13) января 1696 года он ходил на пиловальную мельницу в селе Преображенском и видел эту галеру. В связи с тем, что галера была доставлена «в частях с моделью и при мастере для её сбору», именно на она была взята за образец для постройки галер второго Азовского похода.

## История службы
Галера капитана Шмидта была заложена в декабре 1695 года в подмосковном селе Преображенском на Преображенской верфи. В следующем 1696 году по частям была доставлена на Воронежскую верфь, где уже собрана и после спуска на воду в апреле вошла в состав Азовского флота России.
В 1696 году принимала участие во втором Азовском походе Петра I.
В июле 1698 года вышла из Азова в Воронеж, однако из-за того, что Дон обмелел, задержалась в районе Черкасска, где в октябре того же года затонула.

### Комментарии
1. ↑  Или 19 банок[1].